# Латинська література в Україні
Латинська література в Україні — латинська література, написана на території України протягом 15—19 століть.

## Історія
У 15-18 століттях в Україні значна кількість релігійних та філософських текстів писалася латинською мовою.
Значення латинської мови для розвитку наукової та художньої думки Європи важко переоцінити: протягом багатьох століть вона залишалась провідною мовою освіти і науки. Коли, починаючи з XV ст., Україна поволі, але впевнено виходила зі стану вимушеної культурної замкнутості, багатомовність стає органічною рисою її літератури.
Майже до середини XX ст. у європейському літературознавстві панував погляд на латину як на гальмівний чинник у розвитку національних літератур. Критики (зазвичай необґрунтованої) латиномовна література зазнавала упродовж тривалого часу, і це стосувалося не лише мови, що нібито робила коло її реципієнтів обмеженим, а й тематики, мотивів, а також художньо-стилістичних засобів. Згодом погляд на художню спадщину авторів, які творили латиною, підлягає об'єктивізації.
Попри величезну кількість текстів латинською мовою, перші з яких з'являються наприкінці XV, а останні — на початку XIX ст., наукових праць, у яких досліджується вітчизняна парость новолатинської літератури, поки що недостатньо. У минулому їх створенню перешкоджала багатолітня конфесійна і мовна упередженість у доборі матеріалу та ідеологічні рамки, що не дозволяли відносити твори, написані латинською мовою, до української літератури.
Однак потужна інтелектуальна база для вивчення цього особливого явища української літератури почала формуватися в давніші часи та продовжує збагачуватися нині завдяки розвитку неолатиністики — молодої дисципліни, що у XX ст. відокремилася від класичної філології. Її об'єктом є філософсько-художні латиномовні тексти, що датуються кін. XV–XX ст.
Латиномовна література, маючи низку специфічних рис, залишається мовною версією національної, ще одним засобом вираження в письменницьких руках, а не абсолютно самобутнім відрубним явищем, оскільки виключно латиномовних письменників ані серед українських, ані серед польських в окресленому періоді (XVI–XIX ст.) не виявлено. Це підтверджується результатами аналізу жанрової належності творів латинською мовою та їхньої поетики: значних відмінностей, крім деяких виявів авторської оригінальності, у її жанровому репертуарі, порівняно з україномовною, не спостерігається.
Значний інтерес викликає художнє надбання XV–XVIII ст., яскравим виразником духовного контексту доби в якому є забезпечена глибоким історичним корінням полімовність. Саме на цей час в Україні припадає створення основного масиву новолатинської літератури (термін європейського літературознавства, який охоплює твори різних жанрів, написані латинською мовою, починаючи з доби Відродження). Літературна латиномовна спадщина європейських народів, попри низку спільних ознак, володіє виразними національними рисами. Тісна взаємодія із польсько-литовськими складовими західного світу в коді літератур результувала вироблення українськими митцями прийнятного способу духовно-культурного синтезу власної та перейнятої традицій.
Серед світської літератури належить зазначити  панегірики вітальних брошур на пошану військових і культурно-освітніх діячів, як-от на честь єп. О. Котовича (1685), київського митрополита Варлаама Ясинського (1688), каноніка С. Боглевського (1691) (ілюстровані Леонтієм Тарасевичем) тощо.
Незважаючи на тривале забуття і винищення латиномовного спадку, в Україні ще й досі збереглося безліч творів етикетного, наукового, історіографічного та богословського напрямів. Їх можна знайти у відділах стародруків бібліотек Києва, Львова, Чернігова, Ніжина та інших.

## Автори
Опрацювання латиномовного масиву в українській філології розпочалося із поетичних жанрів, зокрема, вельми поширеним на той час епічному та етикетному присвячена переважна більшість сучасних досліджень; розгляд прози досі обмежувався духовно-філософськими (С. Оріховський) та науковими (Ю. Дрогобич) трактатами, а також епістолярією Ю. Дрогобича, С. Оріховського, Г. Сковороди.
Також немало латиномовних творів містить літературно-публіцистична спадщина тих, без чиїх імен сьогодні важко уявити давню українську літературу: Герасим і Мелетій Смотрицькі, Лаврентій Зизаній, Памво Беринда.
Досліджена лише почасти і потребує продовження та поглиблення студій історіографічна проза С. Окольського, М. Хвальковського, Я. Юзефовича, М. Лучкая та інші твори менш відомих чи анонімних авторів, які послуговувалися латиною. Хоча вже за тогочасними правилами, історик мусив нічого не вигадувати, а писати лише правду, не керуючись ні дружбою, ні ненавистю, на сторінках тогочасних видань розквітає ідеалізуючий біографізм — ідеться передусім про численні види етикетної літератури — твори, написані з нагоди визначної події у родинному чи суспільному житті, спрямовані на вшанування певної шляхетної особи та її діянь: з нагоди дня народження (genethliaca), весілля, на подяку (eucharistica), на смерть (epicedia), хвалебні промови з інших приводів (encomiastica, panegyrici) тощо.

## Напрями
- Історіографія
- Інтелектуальна література
- Етикетна література
- Богословська література
- Епістолярія

## Етикетна література
Українська етикетна проза — це, головним чином, енкомії (панегірики), у яких прославляється окремий звитяжний вчинок героя, весільні величання, уславлення достойника по смерті. Переважання написаного з нагоди подій людського життя — характерний вияв ренесансного антропоцентризму, що повернув до широкого вжитку численні призабуті жанри, які, беручи початок в античності, сприяли утвердженню людського начала в літературі пізніших часів.
Саме в етикетних творах особливо яскраво виявляє себе характерна ознака художньої літератури XVII–XVII ст., що полягає у поєднанні поезії та прози у межах одного твору. Прозиметрій — межове явище, поряд з метризованою прозою, що стало наслідком чергової зміни домінування поезії та прози у художній літературі. Прозиметрій зустрічається також у полемічній літературі. Вкраплення віршів у прозовому творі були не лише прикрасою — вони виконували емоційну функцію, відігравали роль резюме на завершення кожної частини, мали дидактичну мету, полегшуючи запам'ятовування рядків, що містили головну думку. Прозові вставки у вірші створювали простір для авторських роздумів, давали змогу недвозначно висловлювати власну точку зору.
Найчастотніші серед словесних тропів у етикетних творах — метафора, синекдоха, метонімія, серед смислових — гіпербола, алегорія, перифраз. Стилістичні засоби представлені словесними фігурами додавання (анафора, анадиплозис, синонімія, градація), подібності (антитеза, парономазія), пропуску (асиндетон, полісиндетон) та смисловими — фігурами речень (інверсія, еліпсис, риторичні запитання, ствердження, заперечення, вигуки, окличні речення).